# فرد بيريل
فرد بيريل (بالإنجليزية: Fred Birrell)‏ هو نقابي وميكانيكي سيارات وسياسي أسترالي، ولد في 7 ديسمبر 1913 في أديلايد في أستراليا، وتوفي في 23 يوليو 1985. حزبياً، نشط في حزب العمال الأسترالي. وقد انتخب عضو مجلس النواب الأسترالي عن دائرة Division of Port Adelaide ‏ (30 نوفمبر 1963 – 11 أبريل 1974).